# NGC 6857
NGC 6857 – obszar H II i mgławica emisyjna położona w gwiazdozbiorze Łabędzia. Została odkryta 6 września 1784 roku przez Williama Herschela. Dawniej błędnie klasyfikowana jako mgławica planetarna. Stanowi część kompleksu gwiazdotwórczego Sh 2-100.